# Apogon coccineus
Espèce
Apogon coccineus est une espèce de poisson de la famille des Apogonidae.